# Wolfsschanze
Wolfsschanze (El cau del llop en alemany) va ser el nom codi que designava la principal caserna d'Adolf Hitler durant la Segona Guerra Mundial. Estava situat enmig del bosc, a prop de Forst Görlitz (avui en dia Gierłoż), a l'actual municipi polonès de Kętrzyn, llavors anomenat Rastenburg.
Posseïa uns 80 edificis camuflats, 50 dels quals eren búnquers. Estava rodejat de camps minats i de filferros de pues i immers en un atapeït bosc. Tenia la seva pròpia central elèctrica i rebia subministraments d'una base aèria propera.

## Història
Després d'una decisió presa a la tardor del 1940, va ser construït el 1941 per a l'ofensiva alemanya sobre Rússia.
Hitler va anar per primera volta a Wolfsschanze la nit del 23 de juny de 1941. En va marxar definitivament el 20 de novembre de 1944. Sumant-ho tot, va passar-hi 800 dies durant els tres anys i mig d'aquest període.
És allà on va tenir lloc l'atemptat del 20 de juliol de 1944 contra Adolf Hitler. La bomba, dipositada per Claus Schenk von Stauffenberg, només va ferir lleugerament el Führer, però va matar diversos oficials, dels quals un n'era Rudolf Schmundt.
El complex va ser destruït i abandonat pels alemanys el 25 de gener de 1945. L'Exèrcit Roig en va prendre possessió dos dies més tard.
Encara que severament en ruïnes per la demolició alemanya, la zona resta al segle xxi com un lloc de visita popular. S'hi ha erigit un monument commemoratiu.

## Plànol del complex
1. Locals residencials de Hitler i de la seva guàrdia personal
2. Servei de protecció i de seguretat
3. Generador d'urgència
4. Búnquer
5. Cap de premsa, Dr. Otto Dietrich
6. Sala de conferències, emplaçament de l'atemptat contra Hitler del 20 de juliol de 1944
7. Servei de Policia
8. Refugi antiaeri per a convidats
9. Guàrdies del cos personal de Hitler
10. Reporters i periodistes
11. Seguretat, guàrdia del cos de Hitler
12. Tèlex
13. Garatges
14. Tren
15. Cinema
16. Calefacció
17. M. Morell, Bodeschatz, Hewel, Voss, Wolff, Fegelein
18. Intendència
19. Refugi antiaeri de Bormann
20. Funcionaris de Borman i el personal de la Wehrmacht
21. Alojamiento y búnker de Adolf Hitler
22. Personal militar II
23. General Alfred Jodl, cap d'estat-major de les operacions de l'Alt Comandament de les Forces Armades (OKW)
24. Extinció d'incendis
25. Despatx del ministeri d'Afers Estrangers
26. Fritz Todt, després del seu accident mortal: Albert Speer
27. Lloc de comandament del RSD
28. Refugi antiaeri amb les unitats de Flak i MG al sostre
29. Personal militar I
30. Nou saló de te
31. General mariscal de camp Wilhelm Keitel, cap de l'Alt Comandament de la Wehrmacht
32. Vell saló de te
33. Hermann Göring, mariscal del Reich, cap de la Luftwaffe
34. Refugi antiaeri de Göring per a ell i el personal.
35. Oficines de l'Alt Comandament de la Força aèria.
36. Oficines de l'Alt Comandament de la Marina.
37. Búnquer i estació antiaèria.
38. Cementerio
39. Línia ferroviària de Rastenburg a Angerburg.

## Galeria d'imatges

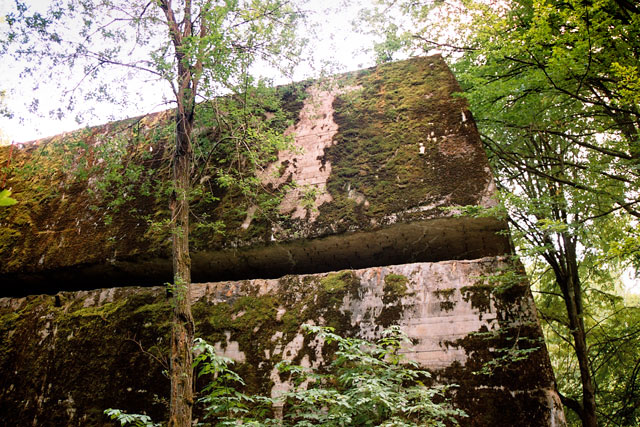
Es van utilitzar una gran quantitat d'explosius per destruir els búnquers. En aquest cas, l'explosió va aixecar el sostre d'una casamata de formigó armat de 2m de gruix.
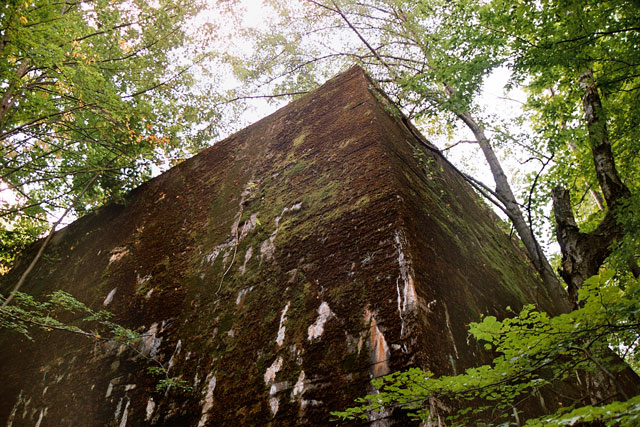
Un búnquer més ben conservat.
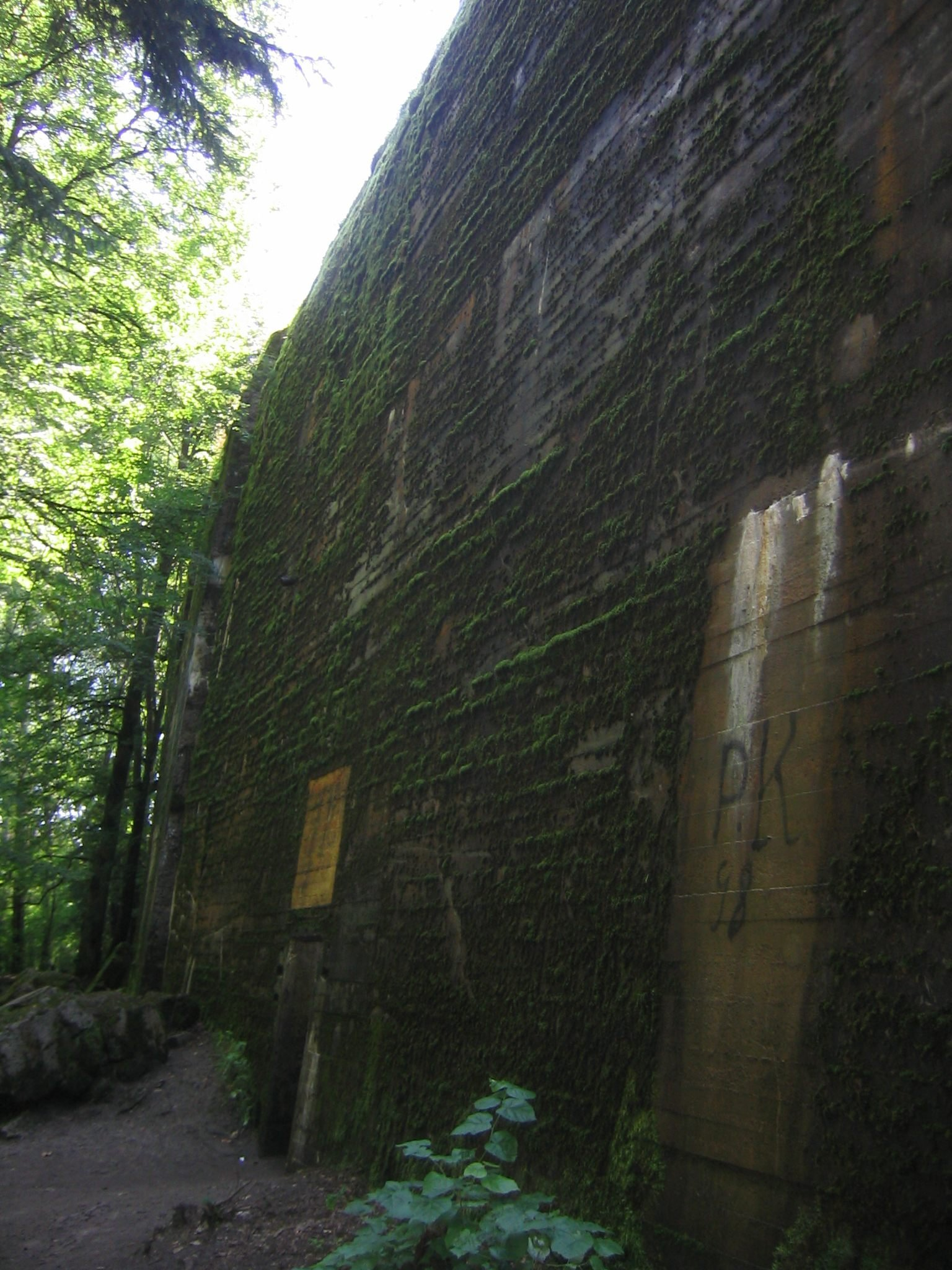
Més ruïnes dels búnquers de Hitler.